# Timóteo
Timóteo is een stad en gemeente in de Braziliaanse deelstaat Minas Gerais. Het maakt deel uit van de mesoregio Vale de Rio Doce van de gelijknamige microregio Ipatinga en van de stedelijke regio Vale do Aço. Het ligt op 216 km van de staatshoofdstad Belo Horizonte. De gemeente telt 81.000 inwoners (2009) en is 145.159 km² groot.

## Geboren
- Vitor Roque (2005), voetballer